# 키비우크
키비우크(Kiviuq)는 캐나다 북부, 알래스카, 그린란드의 북극 지역의 이누이트족의 서사시에 등장하는 전설의 영웅이다.
키비우크는 영원한 이누이트족의 방랑자이다. 영, 거인, 식인, 곰, 바다괴물이 키비우크 세계에서 섞여있으며 그로 인해 혼란에 빠진다. 그는 걷거나 개썰매, 카약으로 여행을 떠난다.